# Верхний Тогох
Верхний Того́х (авар. ТӀадтӀогьохъ) — село в Шамильском районе Дагестана. Административный центр Тогохского сельсовета.

## Географическое положение
Село расположено на расстоянии 12 км к востоку от села Хебда, административного центра района.

## Население
| 1939 | 1970 | 1989 | 2002 | 2010 | 2021 |
| ---- | ---- | ---- | ---- | ---- | ---- |
| 76   | ↗86  | ↗90  | ↗172 | ↗180 | ↘174 |